# نادي تشستر سيتي
نادي تشستر سيتي هو نادي كرة قدم بريطاني أٌسس عام 1885. يلعب النادي في دوري الدرجة الخامسة الإنجليزي.